# Conquistatori del Nuovo Mondo
Conquistatori del Nuovo Mondo (Expeditions: Conquistador in inglese) è un videogioco di ruolo tattico ambientato nell'epoca delle esplorazioni nelle Americhe. Sviluppato dalla Logic Artists e rilasciato dalla BitComposer, il gioco è stato distribuito il 30 maggio 2013 per Windows, Linux e Macintosh. In Italia e in Spagna, il gioco è distribuito anche dalla FX Interactive. Il giocatore assume il ruolo di un Conquistador spagnolo al comando di una spedizione ambientata tra il 1518 e il 1520, tra l'Hispaniola e il Messico dell'impero azteco. Il gioco comprende una storia ramificata, una gestione di risorse ed elementi interattivi.

## Modalità di gioco
Ambientato nell'epoca delle esplorazioni spagnole nelle Americhe, il gioco consiste nel comandare una spedizione di conquistadores in Hispaniola e nel Messico capeggiato dall'impero azteco, accumulando oro e fortune mentre costruisce una forte spedizione, fino al ritorno in Spagna. Il gioco è ambientato in una realtà alternativa che permette al giocatore di fare scelte divergenti dagli eventi realmente accaduti nella storia; per esempio, durante il corso della spedizione, il giocatore può sempre influenzare il destino delle terre esplorate.
Il personaggio impersonato dal giocatore non parteciperà mai in battaglia (che si svolge in una griglia esagonale e coinvolge fino a 6 combattenti per squadra), e ha 6 statistiche di non combattimento: 
- Tattiche: migliora le possibilità di cambiare la situazione iniziale di una battaglia.
- Diplomazia: aumenta le possibilità di concludere accordi commerciali e scambi culturali.
- Medicina: riduce il costo di trattamento medico per curare i membri della spedizione.
- Sopravvivenza: migliora i risultati della caccia e riduce le risorse consumate al giorno.
- Esplorazione: aumenta i movimenti massimi giornalieri e occasionalmente dona informazioni in battaglia.
- Leadership: aumenta il morale e riduce le possibilità di aumento, e dona anche le possibilità di un Colpo Critico.

Tali statistiche sono distribuite solo all'inizio del gioco, al momento di creare il personaggio, e non salgono di livello, anche se gli eventi nel gioco e le abilità della squadra li possono modificare. Queste stesse statistiche aprono nuove opzioni durante i dialoghi evento, influenzano vari aspetti nella gestione di risorse e permettono anche al giocatore di alterare le condizioni iniziali in battaglia.
Ogni partita inizia anche con la scelta di 10 membri dell'equipaggio. Ci sono altrettante classi diverse, ognuna corrispondente a comuni archeotipi distinti nei giochi di ruolo: gli spagnoli possono essere soldati (utili in battaglia), esploratori (capaci di infliggere danni bonus), cacciatori (abili nel combattimento a distanza), dottori (abilissimi nella guarigione) e scolari (ottimi come supporto), mentre esistono altre cinque classi native dalle quali il giocatore può reclutare durante la partita, ossia trappolieri, sciamani, guerrieri, amazzoni e campioni. Le classi di personaggio hanno anche abilità non di combattimento, e ogni personaggio possiede tratti unici (Razzista, Credente, Pio, Aggressivo, Coraggioso).
- Classi spagnole
  - Dottore:
    - Guarigione (Recluta): Ristabilisce una parte di Resistenza (Salute) ad un alleato proporzionale al livello del guaritore.
    - Cura (Alle armi): Rimuove ad un alleato ogni fattore negativo, e cura da 15 a 25 punti Resistenza.
    - Rianimazione (Veterano): Riporta un alleato incosciente in piedi, con tanta Resistenza proporzionale al livello del dottore.

  - Cacciatore:
    - Spinta (Recluta): Spinge con un calcio l'avversario verso uno spazio alle sue spalle (se c'è) con un piccolo danno.
    - Colpo rapido (Alle armi): Permette di colpire due volte, ma con 30 punti di mira in meno.
    - Colpo mirato (Veterano): Dimezza le penalità di distanza associata ai colpi di proiettili, ma azzera ogni punto movimento.

  - Scolaro:
    - Logistica (Recluta): Aggiunge 2 punti movimento (4 se Veterano, 6 se Sergente), se l'unità può ancora muoversi.
    - Attacco coordinato (Alle armi): Aumenta per il resto del turno l'attacco della squadra del 10%.
    - Distrazione (Veterano): Riduce ogni danno della squadra nemica del 20% per un turno.

  - Esploratore:
    - Finta (Recluta): Permette di attraversare un esagono occupato da un avversario e di attaccarlo dall'altra parte.
    - Spia (Alle armi): Dimezza la velocità di movimento, ma non fa scattare nessuna trappola o interruzione.
    - Coltello da lancio (Veterano): Lancia un coltello da un massimo di 3 esagoni di distanza.

  - Soldato:
    - Difesa perfetta (Recluta): Somma l'attacco del soldato alla propria difesa per il resto del turno.
    - Stordimento (Alle armi): Stordisce l'avversario facendogli saltare il prossimo turno.
    - Guardia (Veterano): Tutte le unità adiacenti al soldato aumentano la loro difesa ai livello del soldato.
- Classi native
  - Trappoliere
  - Sciamano
  - Guerriero
  - Amazzone
  - Campione

Ogni personaggio ha le loro abilità speciali sbloccabili ai livelli 1, 2 e 3, ma il 4° e il 5° sono riservati per gli ufficiali:
| 1 - Recluta  | 2 - Alle armi | 3 - Veterano | 4 - Sergente (max due in squadra)                                                                                | 5 - Luogotenente (solo uno in squadra)                                                                     |
| ------------ | --- | --- | --- | --- |
| Nessun bonus | +5% danno base corpo a corpo +5% mira danno a distanza +5% difesa Possibilità di equipaggiamento di medio livello Sblocco di una seconda abilità speciale | +10% danno base corpo a corpo +10% mira danno a distanza +10% difesa +1 Leadership Possibilità di equipaggiamento di alto livello Sblocco di una terza abilità speciale | +15% danno base corpo a corpo +15% mira danno a distanza +15% difesa +3 Leadership Nuova abilità: Bomba fumogena | +20% danno base corpo a corpo +20% mira danno a distanza +20% difesa +5 Leadership Nuova abilità: Raccolta |

## Sviluppo
Logic Artists, l'azienda che ha prodotto il gioco, ha guidato una campagna Kickstarter per fondi parziali dello sviluppo del gioco, con l'obiettivo di $70000. Il progetto si è concluso con un successo, con un totale di $77247.

## Accoglienza
| Testata                                | Giudizio |
| -------------------------------------- | -------- |
| GameRankings (media al 30 aprile 2021) | 81       |
| Metacritic (media al 30 aprile 2021)   | 77       |
| Destructoid                            | 85       |
| PC PowerPlay                           | 70       |
| Eurogamer (ITA)                        | 80/100   |
| IGN (ITA)                              | 85/100   |

Sebbene il gioco abbia ricevuto un'accoglienza positiva (come dimostrano i suoi voti su Metacritic e GameRankings), è stato spesso criticato per essere troppo complicato. In particolare, Patrick Hancock di Destructoid ha lodato la sceneggiatura e il sistema di battaglia, entrambi "eccellenti", ma criticato il livello di difficoltà tale da far pensare che il giocatore fosse incastrato, oltre che a essere troppo difficile perfino nelle parti iniziali del gioco.